# Флаг Хьюстона
Флаг Хьюстона (англ. Flag of the City of Houston) — официальный государственный символ города Хьюстона (Техас, США). Флаг в нынешнем виде утверждён в 1915 году. Отношение ширины флага к его длине составляет 2:3.
На флаге изображена пятиконечная звезда на синем фоне. Внутри звезды — паровоз типа 2-2-0 (по классификации Уита) — 4-4-0 «American». Это связано с тем, что в конце XIX — начале XX веков паровозы данного типа были широко распространены на американском континенте, в частности именно они водили поезда в город. Утверждённый в 1915 году флаг представлял собой немного изменённый предыдущий вариант флага города, принятый ещё в 1840 году. Причиной была смена локомотивов: паровоз типа 2-1-0, распространённый в 1830—1850 годах, был заменён на паровоз типа 2-2-0, изображённый на флаге по настоящее время.